# مضخة توربينية

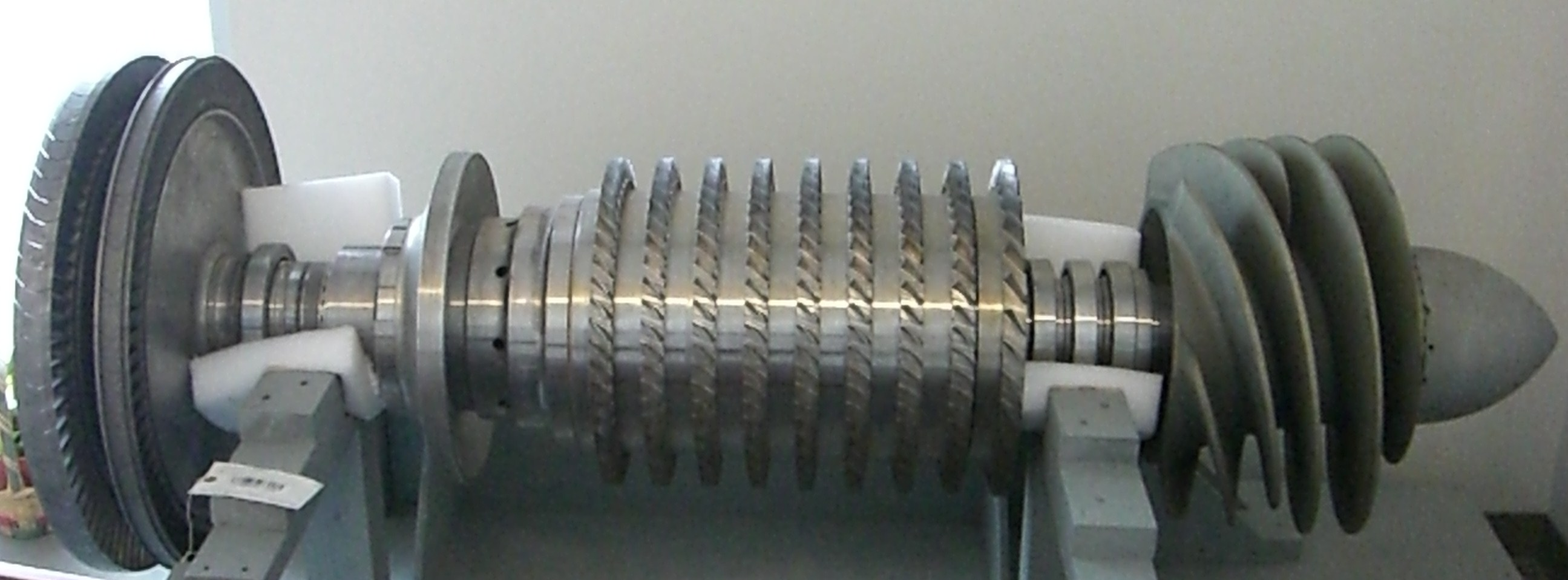
مضخة توربينية محورية. صُممت وصُنعت للاستخدام في المحرك الصاروخي إم-1

المضخة التوربينية هي مضخة وقود تتكون من مكونين أساسيين: مضخة دوارة وتربينة غازية تقودها. تُوضع المضخة الدوارة والتربينة على عمود دوار مشترك عادة، أو يتصلا  بواسطةتروس.
إن الغرض من المضخة التوربينية هو إنتاج مائع مرتفع الضغط لتغذية غرفة الاحتراق أو لأي استخدام آخر.
يُمكن أن تستخدم المضخة التوربينية نوع من اثنين من المضخات:
1. مضخة طرد مركزي: يُضخ المائع فيها عن طريق دفعه للخارج بسرعة مرتفعة.
2. مضخة محورية التدفق: تُشبه الضاغط المحوري من حيث التركيب، حيث تتكون من صفوف من الريش الدوارة يتبع كل صف منها صف من ريش ثابتة، وتقوم هذه الريش برفع ضغط المائع تدريجياً.

تتميز المضخات محورية التدفقبأقطارها الصغيرة، لكنها تعطي زيادة في الضغط متوسطة نسبياً. كما تعمل المضخات المحورية بشكل جيد مع الموائع منخفضة الكثافة، على الرغم من احتياج المضخة لمراحل انضغاط متعددة (تتكون المرحلة من صف ريش متحركة يتبعه صف ريش ثابتة).

تكونمضخات الطرد المركزي أكثر قوة عندما يتعلق الأمر بالموائع مرتفعة الكثافة، لكنها  تحتاج استخدام مراوح دفاعة ذات أقطار كبيرة في حالة ضخ موائع ذات كثافة منخفضة.
تعمل المضخات التوربينية بطريقة مشابهة جداً لوحدات الشواحن التوربينية للعربات، حيث تقوم بضخ وقود عند ضغط مرتفعلغرف احتراق المحركات مرتفعة الأداء.

## التاريخ

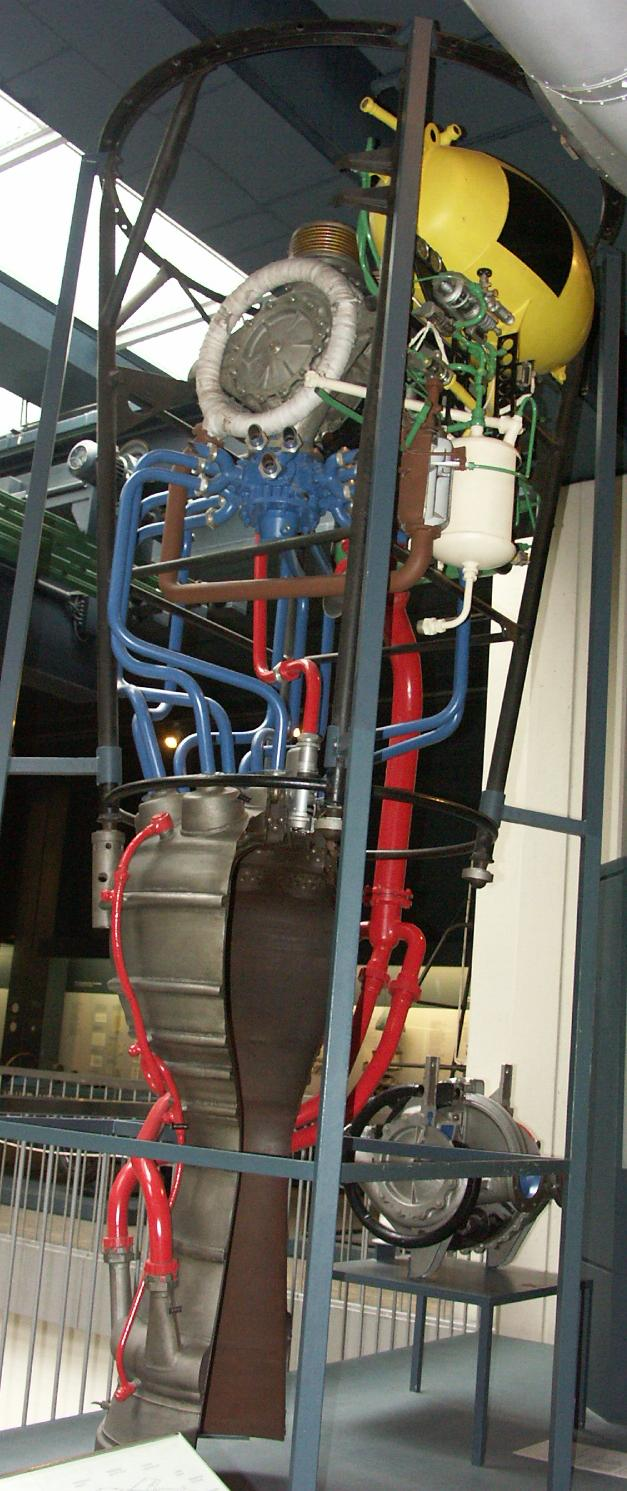
صاروخ V-2 استخدم مضخة توربينية دائرية لضخ الوقود.

### التطوير المبكر
نوقشت مضخات الضغط المرتفع التي تستخدمها الصواريخ بواسطة رواد الصواريخ مثل هيرمان أوبرث. بدأ فيرنر فون براون مشروع مضخة وقود في منتصف عام  1935 في الشركة الألمانية الجنوب غربية كلين شانزلين وبيكر التي كانت تتمتع بخبرة في تصنيع مضخات مكافحة الحريق الكبيرة.
استخدم تصميم صاروخ V-2 فوق أكسيد الهيدروجين المتحلل بواسطة مولد بخار والتر لتشغيل المضخة التوربينية الغير مُتحكم بها التي أُنتجت في مصنع هينكل فيينباخ، لذلك اختُبرت مضخات صاروخ V-2 التوربينية وغرفة الاحتراق، وتمت ملائمتهم لمنع المضخة من زيادة ضغط غرفة الاحتراق عن الحد المسموح به.
توقف صاروخ تجريبي في منتصف الهواء وتحطم في 16 أغسطس 1944 بسبب عطل في المضخة التوربينية، وفي سبتمبر من نفس العام عمل أول محرك صاروخي بنجاح. كان أول إطلاق ناجح لصاروخ V-2 في 3 أكتوبر 1942.

### التطوير من عام 1947 إلى 1949
كان جورج بوسكو هو المهندس المسئول عن تطوير المضخة التوربينية في شركة ايروجت. درس جورج وفريقه أعمال الأخرين المتعلقة بالمضخة خلال النصف الثاني من عام 1947، وقاموا بعمل دراسات تصميمية أولية.
زار ممثلو ايروجت جامعة ولاية أوهايو حيث كان فلورانت يعمل على المضخات الهيدروجينية، واستشاروا ديترش سينجلمان خبير المضخات الألماني فيمطار ولبر رايت. استخدم بوسكو بيانات سنجلمان في تصميم أول مضخة هيدروجينية لشركة ايروجت.
اختارت ايروجت مضخات الطرد المركزي لضخ الهيدروجين السائل والأكسجين السائل بحلول منتصف عام 1948. كما حصلت على بعض المضخات الألمانية ذات المراوح الشعاعية من الأسطول، واختبرتهم خلال النصف الثاني من نفس العام.
صممت وصنعت واختبرت ايروجت مضخة هيدروجين سائل (قطرها 15 سم) بحلول نهاية عام 1948. استخدمت ايروجت في البداية محامل كروية ‏ تعمل جافة ونظيفة، حيث أن درجة حرارة المائع المنخفضة جعلت التزييت التقليدي للمحامل غير عملي.
كانت المضخة تُشغل لأول مرة عند سرعات منخفضة لتسمح لأجزائها أن تبرد إلى درجة حرارة التشغيل، ثم يُتخذ إجراء بزيادة السرعة من 5000 دورة/دقيقة إلى 35000دورة/دقيقة عندما تظهر مقاييس درجة الحرارة أن الهيدروجين السائل قد وصل إلى المضخة.

تعطلت المضخة، وأشار فحص الأجزاء إلى تعطل المحمل والمروحة الدفاعة. استُخدمت محامل فائقة الدقة تُزيت بزيت يتم ترذيذه وتوجيه بواسطة تيار من النيتروجين الغازي، وتم استخدامها بعد بعض الاختبارات. عملت المحامل بشكل مرضي في التشغيل التالي، لكن المروحة الدفاعة النحاسية  انفصلت وطارت بعيداً نتيجة تعرضها لاجهادات مرتفعة جداً.
صُنعت مروحة دفاعة جديدة بتشكيلها من قالب صلب من الألومنيوم. كانت عمليتا التشغيل التاليتين  للمضخة خيبة أمل كبيرة، حيث لم تظهر المعدات أي زيادة ملحوظة فيالضغط أو التدفق. كانت المشكلة في ناشر المخرج للمضخة،  كان صغيراً للغاية ولا يُبرد بدرجة كافية خلال دورة التبريد، لذلك كان يحد من تدفق المائع. صُححت هذه المشكلة بإضافة فتحات تهوية في مبيت المضخة، تُفتح الفتحات خلال دورة التبريد وتُغلق عندما تبرد المضخة. أُجريت عمليتان تشغيل بعد هذا التصحيح في مارس 1949 ونجح كلاهما. كان معدل التدفق والضغط متقاربان مع القيم النظرية. كان الضغط الأقصى مساوياً 26 ضغط جوي، بينما كان معدل التدفق يساوي 0.25 كجم في الثانية.
تدور المضخات التوربينية للمحرك الرئيسي للمكوك الفضائي عند سرعة تتجاوز 30000 دورة/دقيقة، موصلة 150 رطل (68 كجم) من الهيدروجين السائل و896 رطل (406 كجم) من الأكسجين السائل إلى المحرك كل ثانية.

## مضخات الطرد المركزي التوربينية

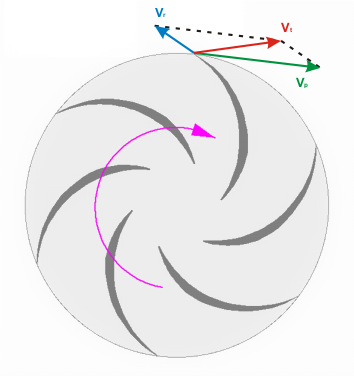
يقوم القرص الدوار في مضخات الطرد المركزي التوربينية بإلقاء المائع نحو الحواف.

تكون معظم المضخات التوربينة من نوع الطرد المركزي. يدخل المائع للمضخة بالقرب من المحور ويقوم القرص الدوار بتسريع المائع إلى سرعة مرتفعة. يمرالمائع بعد ذلك خلال ناشر، يكون عبارة عن أنبوب متوسع تدريجياً يسمح باسترداد الضغط الديناميكي للمائع. يقوم الناشر بتحويل طاقة الحركة المرتفعة إلى ضغط مرتفع (ليس من الشائع وصول الضغط لمئات البارات)، ويُمكن تحقيق معدل تدفق مرتفع إن لم يكنالضغط المعاكس مرتفع جداً.

## المضخات التوربينية المحورية

ضاغط محوري يشبه تكوينه تكوين المضخة المحورية من حيث صفوف الريش الثابتة والمتحركة.

تتواجد أيضاً المضخات التوربينية المحورية، وتتكون من صفوف من الريش المتحركة تدفع المائع وترفع طاقة حركته ويتبع كل صف منها صف من الريش الثابتة يحول طاقة الحركة هذه إلىضغط،  وتكون جميعها مثبتة على العمود الدوار الرئيسي للمضخة.
تُعطي المضخات المحورية عموماً ضغط أقل بكثير من مضخات الطرد المركزي (ليس من الشائع انخفاض الضغط إلى عدة بارات قليلة)، مع ذلك تبقى مفيدة باستخدامها عند مدخل مضخة الطرد المركزي لزيادة ضغط الدخول بدرجة كافية تمنع حددوث ظاهرة التكهف في المضخة.

## تعقيدات مضخات الطرد المركزي التوربينية
تحظى المضخات التوربينية بسمعة صعوبة تصميمها للوصول إلى الأداء المثالي، ومع ذلك تستطيع مضخة مصممة جيداً وخالية من الأخطاء أن تحقق كفاءة تتراوح بين 70 إلى 90%، والمضخات ذات الكفاءات الأقل من نصف هذه القيمة ليست شائعة.
قد تكون الكفاءة المنخفضة مقبولة في بعض التطبيقات، لكنها تُمثل مشكلة كبيرة عندما يتعلق الأمربالصواريخ. للمضخات التوربينية أهمية كبيرة في الصواريخ، كما أنها تمثل إشكالية أيضاً، حيث أن تكلفة استخدام مضخة توربينية واحدة في مركبات اطلاق الصواريخ تتجاوز 55% من التكلفة الكلية.
تتضمن المشاكل الشائعة للمضخات التوربينية:
1. التدفق المفرط للمائع ذو الضغط المرتفع  من حافة المضخة عند المخرج إلى منطقة الضغط المنخفض عند مدخل المضخة من خلال فجوة بين العمود الدوار وغلاف المضخة.
2. إعادة التدوير المفرط للمائع عند مدخل المضخة.
3. حدوث دوامات بشكل مفرطللمائع عند خروجه من المضخة.
4. حدوث ظاهرة التكهف وتسببها بأضرار في سطحالمروحة الدفاعة في مناطق الضغط المنخفض، بالإضافة إلى تأثر العمود الدوار أحياناً (نتيجة الاهتزازات المرتفعة بسبب الأضرار التي لحقت بالمروحة الدفاعة) والذي يعد شكله الدقيق أمراً بالغ الأهمية.

## تشغيل المضخات التوربينية
تُستخدم المضخات التوربينية المشغلة بواسطة التربينات البخارية عندما يتوفر مصدر للبخار، على سبيل المثال مراجل السفن البخارية. بينما تُستخدم التربينات الغازية لتشغيلها عندما لا تتوافر الكهرباء أو البخار، أو أن تكون هناك قيود خاصة بالوزن تصرح باستخدام مصادر للطاقة الميكانيكية أكثر كفاءة.
تعتبر محركات الصواريخ أحد أمثلة استخدام المضخات التوربينية، حيث تحتاج لضخ الوقود والمؤكسد داخل غرفة الاحتراق. كما أن هذا ضرورياً للصواريخ ذات الوقود السائل الكبيرة، حيث أن ضخ السوائل أوالغازات اعتماداً علىضغط الخزانات البسيط غير ممكن لأن الضغط المرتفع اللازم لمعدلات التدفق المطلوبة سيحتاج خزانات قوية وثقيلة لتحقيقه.
تُزود المحركات النفاثة التضاغطية غالباً بمضخات توربينية، ويتم تشغيل تربينة المضخة بتيار هواء مضغوط من ناشر الدخول أو بواسطة تيار هواء داخلي موجه من مدخل غرفة الاحتراق، وفي كلتا الحالتين يُلقى عادم التربينة للخارج.

## روابط خارجية
- كتاب باللغة الإنجليزية عن دفع الصواريخ.